# Čečelnycký rajón
Čečelnycký rajón (ukrajinsky Чечельницький район) byl v letech 1966–2020 rajón (okres) Vinnycké oblasti na Ukrajině. Měl rozlohu 760 km² a žilo v něm přibližně 20 tisíc obyvatel. Administrativním centrem bylo sídlo městského typu Čečelnyk.

## Města a obce Čečelnyckého rajónu
Sídlo městského typu: Čečelnyk.
Vesnice: Aňutyne, Berizky-Čečelnycki, Bilyj Kamiň, Bondurivka, Brytavka, Červona Hrebla, Demivka, Dochno, Katašyn, Kurenivka, Luhy, Ljubomyrka, Novoukrajinka, Olhopil, Rohizka, Stratijivka, Tarasivka, Tartak, Vasylivka, Verbka, Žabokryčka.